# Покахонтас (округ, Західна Вірджинія)
Шаблон:StateAbbr_ 38°19′ пн. ш. 80°01′ зх. д. / 38.32° пн. ш. 80.01° зх. д.
Округ  Покахонтас (англ. Pocahontas County) — округ (графство) у штаті  Західна Вірджинія, США. Ідентифікатор округу 54075.

## Історія
Округ утворений 1821 року.

## Демографія
За даними перепису 2000 року загальне населення округу становило 9131 осіб, усе сільське. Серед мешканців округу чоловіків було 4703, а жінок — 4428. В окрузі було 3835 домогосподарств, 2526 родин, які мешкали в 7594 будинках. Середній розмір родини становив 2,83.
Віковий розподіл населення поданий у таблиці:
| Стать    | До 15 років | 15-21 | 22-29 | 30-39 | 40-49 | 50-65 | 65-85 | Понад 85 |
| -------- | ----------- | ----- | ----- | ----- | ----- | ----- | ----- | -------- |
| Чоловіки | 830         | 377   | 426   | 659   | 758   | 959   | 616   | 78       |
| Жінки    | 739         | 298   | 375   | 598   | 671   | 864   | 744   | 139      |

## Виноски
1. ↑  U.S. Decennial Census. United States Census Bureau. Архів оригіналу за 19 липня 2018. Процитовано 11 січня 2014.
2. ↑  Historical Census Browser. University of Virginia Library. Архів оригіналу за 11 серпня 2012. Процитовано 11 січня 2014.
3. ↑  Population of Counties by Decennial Census: 1900 to 1990. United States Census Bureau. Архів оригіналу за 3 червня 2013. Процитовано 11 січня 2014.
4. ↑  Census 2000 PHC-T-4. Ranking Tables for Counties: 1990 and 2000 (PDF). United States Census Bureau. Архів оригіналу (PDF) за 18 грудня 2014. Процитовано 11 січня 2014.
5. ↑  State & County QuickFacts. United States Census Bureau. Архів оригіналу за 5 вересня 2015. Процитовано 11 січня 2014.(англ.) Наведено за англійською вікіпедією.
6. ↑  American FactFinder. Бюро перепису населення США. Архів оригіналу за 26 лютого 2012. Процитовано 31 січня 2008.

| США | Це незавершена стаття з географії США. Ви можете допомогти проєкту, виправивши або дописавши її. |